# Penstemon gracilis
Espèce
Penstemon gracilis  est une espèce de plantes de la famille des Plantaginacées, originaire d'Amérique du Nord. Elle est connue sous le nom de Lilac Beardtongue en anglais. 

## Description
Cette espèce est pérenne et qui peut atteindre 60cm de hauteur. Les fleurs sont généralement de couleur violette.